# Kulturpreis der Stadt Sulzbach-Rosenberg
Der Kulturpreis der Stadt Sulzbach-Rosenberg wird seit 1974 im Rahmen einer öffentlichen Veranstaltung vom Stadtrat auf Vorschlag des Kulturbeirats der Stadt Sulzbach-Rosenberg an Personen oder Gruppen vergeben, die in der Stadt geboren, wohnhaft oder schaffend sind und sich auf dem Gebiet der Kunst, der Wissenschaft oder der Volkstumspflege verdient gemacht haben. Die Auszeichnung beinhaltet eine Medaille mit Urkunde und ist mit 1.500 Euro dotiert.

## Träger (Auswahl)
- 2021: Christa Mayer, Sängerin[3]
- 2018: Dieter Radl, Mundartautor[4]
- 2016: Adolf Rank, Kirchenhistoriker[5]
- 2015: Bettler Big Band
- 2010: Martin Faulstich
- 2008: Peter Kuschel
- 1999: Italo Michele Battafarano
- 1995: Hans Wuttig
- 1988: Günther Kaunzinger
- 1981: Oswald Heimbucher
- 1979: Adolf Scherbaum
- 1977: Hanns Binder
- 1974: Walter Höllerer